# Тяпино (Нижньогородська область)
Тяпино (рос. Тяпино) — присілок в Гагинському районі Нижньогородської області Російської Федерації.
Населення становить 83 особи. Входить до складу муніципального утворення Гагинська сільрада.

## Історія
Від 2009 року входить до складу муніципального утворення Гагинська сільрада.

## Населення
| 2002 | 2010 |
| ---- | ---- |
| 139  | ↘83  |